# Orofaringe
La orofaringe, bucofaringe, mesofaringe o porción bucal de la faringe o garganta, es una región anatómica que nace en la porción más posterior de la boca, desde el paladar blando hasta el hueso hioides e incluye el tercio posterior de la lengua. En su cara anterior, la orofaringe limita con la cavidad bucal por medio de los pilares palatinos anteriores y posteriores y a cada lado con las amígdalas palatinas.

## Funciones
La orofaringe es también el lugar por donde transitan los alimentos, líquidos y saliva al ser tragados, desde la boca hacia el esófago.
Junto con la boca, la orofaringe emite aire para la vocalización y espiración no nasal; es la vía de paso de los alimentos durante el vómito y participa en la identificación del gusto.

## Importancia clínica
La exploración de la orofaringe se logra con ayuda de un depresor de la lengua para examinar el tamaño y configuración de las amígdalas y la integridad de la pared posterior de la faringe así como la presencia de goteo nasal, signo de una rinitis. 
Al tocar las paredes posterior y laterales se desencadena el reflejo nauseoso, con lo que se comprueba la integridad de los nervios glosofaríngeo y vago.
Las biopsias de la orofaringe se obtienen con anestésico local y se extrae un segmento de tejido sospechoso. Se indican biopsias de este tipo en casos de úlcera que haga sospechar de una histoplasmosis, candidiasis, o una lesión cancerosa o precancerosa como la leucoplaquia.

### Cáncer de orofaringe
La mayoría de los cánceres de la orofaringe son carcinomas de células escamosas, es decir, las células delgadas, planas que revisten el interior de la orofaringe. El riesgo de contraer cáncer en la orofaringe está asociado al tabaquismo y el consumo excesivo de licor. Una dieta baja en frutas y vegetales, el consumo de mate y el virus del papiloma humano (VPH), también aumentan la probabilidad de aparición de cáncer de orofaringe.
Los signos que indican un probable cáncer de orofaringe incluyen el dolor de garganta que no remite, tos incesante, dificultad para tragar, cambios en la voz y pérdida de peso sin razón aparente, entre otras.

### Apnea del sueño
La orofaringe es el principal sitio de obstrucción de las vías respiratorias superiores en personas con dificultad respiratoria durante el sueño, conocida como apnea del sueño. El paladar blando y la úvula tienden a inflamarse y engrosarse o bien la base de la lengua puede caer hacia atrás de la boca y bloquear la entrada de aire por unos segundos, durante el sueño. La inflamación de las amígdalas puede causar una obstrucción similar.